# Dom van Maribo
De Domkerk van Maribo (Deens: Maribo Domkirke) is een romaanse kathedraal in Maribo op het eiland Lolland in zuidoost Denemarken. De kerk hoorde oorspronkelijk bij de abdij van Maribo, die werd gesticht in de vroege 15e eeuw. Bij de kerk liggen nog de restanten van het klooster, waar, strikt gescheiden van elkaar, zowel monniken als nonnen woonden. Het koor, het oudste deel van de kathedraal, werd in de jaren 1408-1416 gebouwd. Op grond van de bouwinstructies van Sint-Birgitta is de kerk westelijk georiënteerd. 

## Geschiedenis
Koningin Margaretha I voorzag in een stuk land om er een klooster voor de Orde van de Allerheiligste Verlosser te bouwen. Daarin werd zij aangemoedigd door Merete, de dochter van Sint-Birgitta. In verband met de pauselijke erkenning van het klooster gelastte de paus dat de plaats moest worden omgedoopt tot Habitaculum Mariae (gemeenschap van Maria), dat in het Deens Marienbo werd, later Maribo. Volgens oude documenten van de abdij van Vadstena verlieten monniken in 1416 de abdij om zich in Skimminge te vestigen. De kloosterkerk werd oorspronkelijk gewijd aan de Maagd Maria en de Sint-Birgitta in het begin van de 15e eeuw, toen Maribo nog Skimminge heette. Het klooster bleef ook na de reformatie bestaan, maar in 1556 werd het een protestants convent voor jonge adellijke vrouwen. Nadat de belangrijkste kerk van Maribo in 1596 afbrandde, werd de kloosterkerk eveneens parochiekerk van Maribo. In 1621 werden de kloostergebouwen gesloopt en werd de kerk uitsluitend parochiekerk. Met de oprichting van het bisdom Lolland-Falster in 1803 werd de kerk vaak kathedraal genoemd, maar de status van domkerk werd officieel pas in 1924 aan de kerk gegeven.

## Architectuur

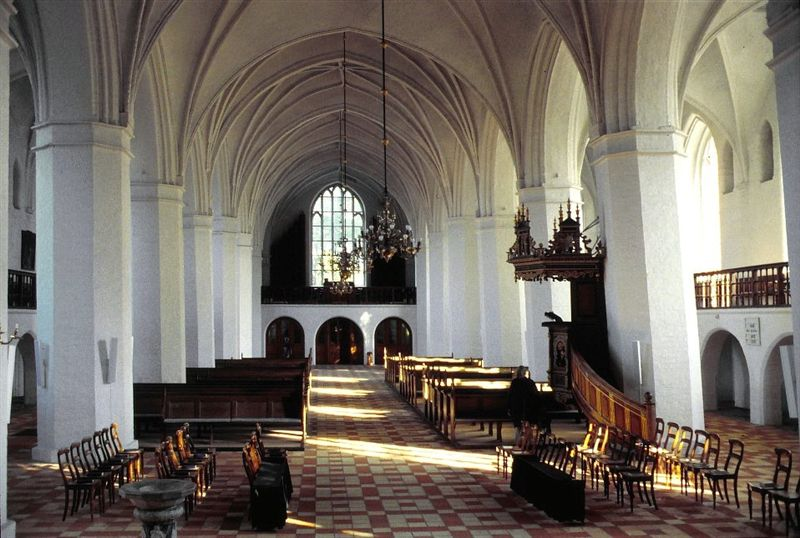
Kerkschip naar het oosten

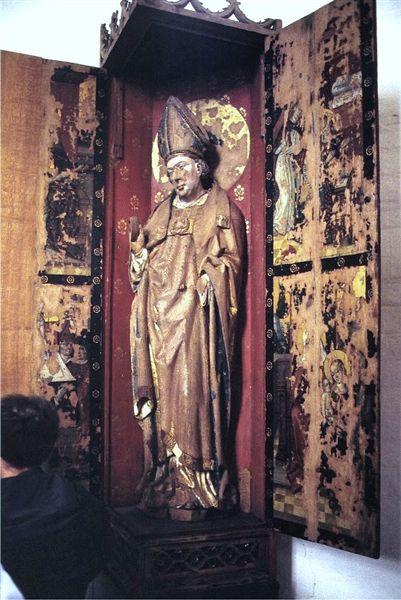
Augustijner altaar in de sacristie

De gotische kathedraal werd gebouwd van rode baksteen als een hallenkerk met een schip en twee even hoge zijschepen onder één dak. Conform de aanwijzingen van Sint-Birgitta bevindt zich in het westen een lager en smaller koor. De vier westelijke traveeën van het schip, dat een totale lengte van 60 meter heeft, zijn gebouwd van dezelfde steen als het koor en werden voltooid in 1446, terwijl de vier oostelijke, in 1470 voltooide, traveeën van ander metselwerk werden gebouwd. Het kleine torentje op de westelijke gevel is een ontwerp van Hermann Baagøe Storck; het dateert van 1891 en verving een middeleeuwse toren. De twee toegangen aan de westkant van het gebouw waren voor gewone mensen: mannen gebruikten het zuidelijke portaal, terwijl vrouwen via het noordelijke portaal de kerk binnengingen. Sint-Birgitta noemde ze de havens van de verlossing van zonden. In de gevelmuur bevindt zich een laatgotisch reliëf van de gekruisigde Christus, omgeven door de zon en maan en de martelwerktuigen. Het is onbekend of deze steen zich altijd op deze plaats heeft bevonden, eveneens is onbekend wat de betekenis van het ronde gat in de steen is. Het koor heeft net als het kerkschip een stergewelf en wordt ondersteund door achthoekige pijlers. Aan de oostkant van de zijbeuk bevindt zich een grote galerij. Deze was vroeger bestemd voor de nonnen, die zorgvuldig moesten worden gescheiden van de monniken en de geloofsgemeenschap. Het hier ooit opgestelde Maria-altaar staat tegenwoordig in de kerk van Engestofte, net even buiten Maribo.

## Interieur
- Het barokke altaar (1641) in kwabstijl is het werk van de uit Noord-Duitsland afkomstige Henrik Werner, die meer werk leverde voor kerken in de regio. Centraal staat het Laatste Avondmaal. Daaronder bevindt zich de voorstelling van Christus in de hof van Getsemane, daarboven de Verrijzenis van Christus en in de top Christus als Heerser met een wereldbol in Zijn hand. Voorts bevat het altaar de beelden van de vier evangelisten.
- De laat-renaissance preekstoel (1606) heeft vijf panelen van Christus en de vier evangelisten.
- Het corpus van Christus aan het kruis in de sacristie is 15e-eeuws, het kruis is van recente datum.
- Het oudste deel van het doopvont met in reliëf de vier evangelisten dateert van rond 1600. De inscriptie vermeldt dat het doopvont in het jaar 1777 werd gerenoveerd.
- Het Augustijner altaar van Noord-Duits houtsnijwerk met de kerkvader Sint-Augustinus in vol ornaat stamt uit de late jaren van de 15e eeuw. De kerkvader wordt geflankeerd door panelen  met fragmenten van de Drie-eenheid, de Gregoriusmis (rechts) en de Annunciatie en Anna te Drieën.
- Het altaar van Birgitta is eveneens laat-15e-eeuws. Onzeker is of het schilderij in het altaar oorspronkelijk bedoeld werd voor de kast met twee deuren; eveneens onzeker is of het de afbeelding van Maria of Birgitta draagt. Maar het is waarschijnlijk het oudst nog bestaande schilderij op doek in heel Scandinavië.
- Tot de kerkschat behoort een kostbare kelk uit de 15e eeuw met ingegraveerde scènes van het lijden van Christus. De kelk is een geschenk van de toenmalige koningin Margaretha I.